# コリン・キーン
コリン・キーン（Colin Keane、1994年9月12日 - ）は、アイルランドを拠点とする騎手。レンスター地方ミーズ県出身。

## 来歴
アイルランドで調教師をしていた父・ジェリー・キーンの影響を受けて小さい頃からポニー競技で腕を磨いた。
父の厩舎所属の見習騎手として2010年にデビュー。同年12月10日にダンドーク競馬場で行われたハンデ戦でノートリミングズに騎乗して初勝利を挙げた。
2013年9月にはカラ競馬場で行われたG3ソロナウェーステークスをブレンダンブラッカンで制して重賞初勝利。この年は35勝でアイルランドの見習騎手リーディング2位に躍進。
翌2014年はジャー・ライオンズ厩舎と主戦契約を結び、年間54勝を挙げて見習騎手リーディングを獲得した。
2015年には重賞4勝を含む65勝を挙げて、パット・スマレンに次ぐ総合リーディング2位に浮上している。
2016年も77勝で2位になると、2017年には100勝を挙げてついに総合リーディングを獲得。更にこの年はイタリアG1・リディアテシオ賞をラガノアで制覇してG1初勝利を果たしている。
2018年、2019年はドナカ・オブライエンに次ぐ2位であったが、2020年にはシスキンでアイリッシュ2000ギニー、タルナワでブリーダーズカップ・ターフを制覇するなどG1を4勝する活躍を見せて2度目の総合リーディングに輝いた。
2021年には開幕から勝ち星を積み上げ、8月28日にジョセフ・オブライエンの記録を10日更新して史上最速となる年間100勝を達成した。最終的には年間141勝を挙げ、ジョセフ・オブライエンの年間最多勝記録126勝を大きく更新して自身3度目の総合リーディングを獲得した。

## 主な騎乗馬
- ラガノア（2017年リディアテシオ賞）
- シスキン（2019年フェニックスステークス、2020年アイリッシュ2000ギニー）
- イーブンソー（2020年アイリッシュオークス）
- シャンペルゼリーゼ（2020年メイトロンステークス）
- タルナワ（2020年ブリーダーズカップ・ターフ）
- ヘルヴィックドリーム（2021年タタソールズゴールドカップ）
- ブルーム（2021年サンクルー大賞）